# Borstenhaar

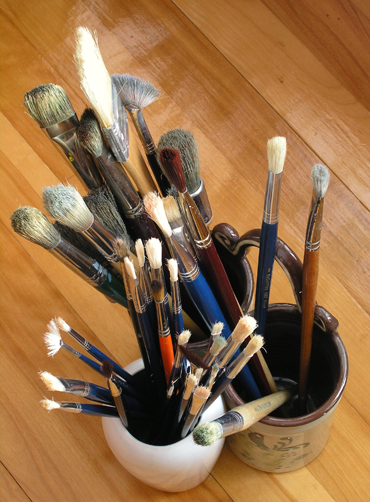
Borstenpinsel

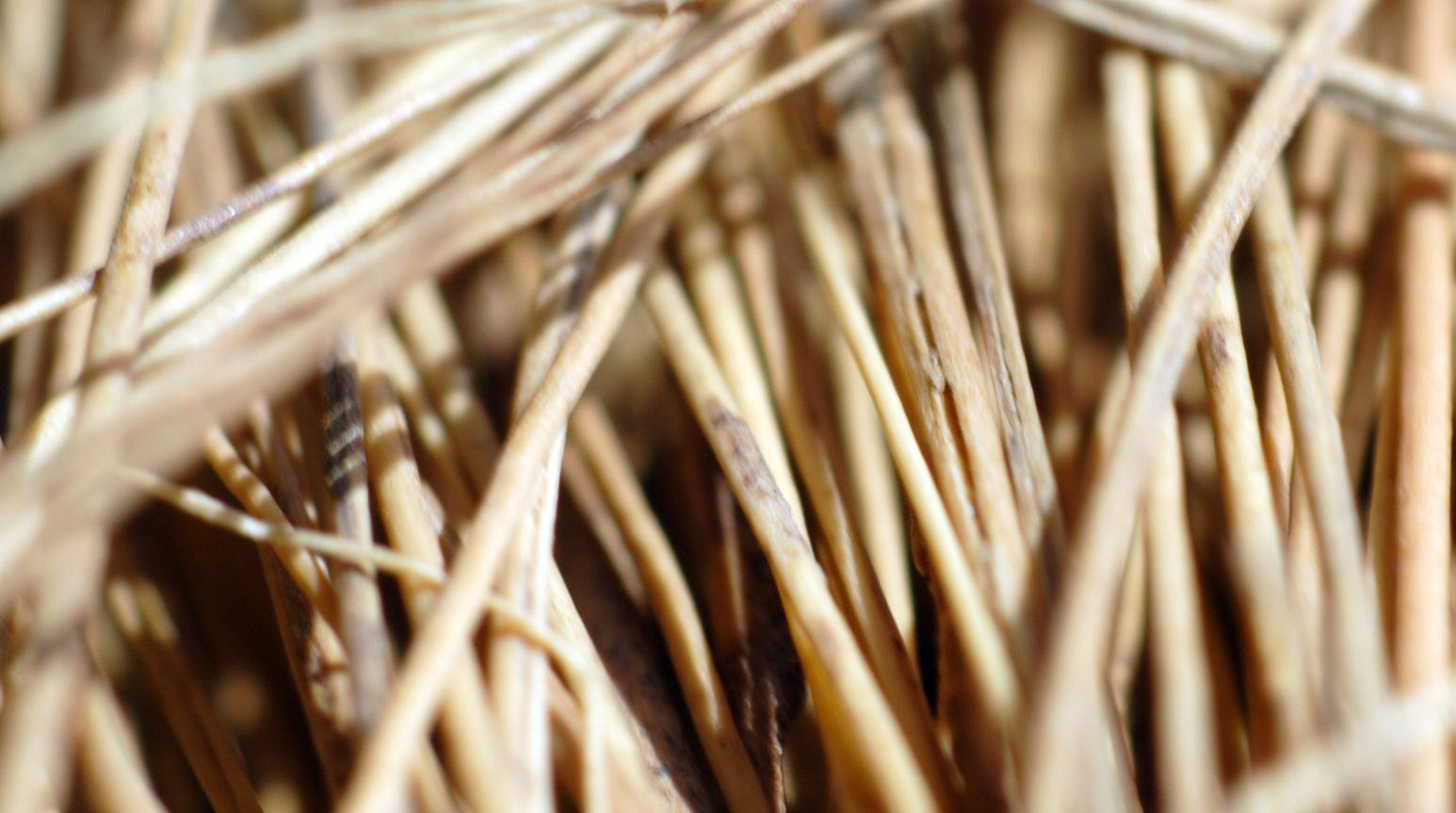
Borsten eines Pinsels

Borstenhaare (lat. Saetae, in der neueren Nomenklatur Setae) sind eine Sonderform der Haare. Es handelt sich um steife Deckhaare (Fellhaare) mit einer gespaltenen Spitze. Chemisch betrachtet sind Borstenhaare Naturstoffe mit einem hohen Proteingehalt, genauer Keratingehalt.
Borstenhaare bilden das Haarkleid bei Schweinen. Aber auch bei allen anderen Säugetieren gibt es Borsten in Form der Schutzhaare an den Kopföffnungen. Nach der Lokalisation werden diese Borstenhaare gegliedert in:
- Wimpern (Cilia)
- Augenbrauenhaare (Supercilia) der Primaten
- Gehörgangshaare (Tragi)
- Nasenhaare (Vibrissae)

## Verwendung
Die Borstenhaare der Schweine werden in Bürsten und Pinseln verwendet. Hierzu werden vom Borstenzurichter die rohen Schweineborsten gekämmt, um die Wolle abzuscheiden, sortiert, mit Alaunwasser oder Seife gereinigt und an der Sonne oder mit Schwefliger Säure gebleicht, zum Teil auch gefärbt. Dann werden jeweils mehrere Bündel von Borsten am Bürsten- oder Pinselkörper befestigt.
Borstenhaare von Schweinen sind konisch geformt, sie besitzen also an der Borstenwurzel einen größeren Durchmesser als an der Spitze. Die Spitze der Borste (auch „Fahne“ genannt) ist in drei bis vier feine Fasern aufgespalten – vergleichbar Spliss, nur halten die Teilfasern der Schweineborsten ihre Form. Dadurch kann viel Farbe aufgenommen werden, und der Farbauftrag wird gleichmäßiger. Zusammen ergeben die Spitzen eine weiche Fläche, so dass die bemalten Flächen oder bereits aufgetragene Farbschichten nicht zerkratzt werden. Wenn die Borstenspitze sich abnutzt, setzt sich der Prozess der Aufspaltung bei nun kürzerem Borstenhaar fort. Dadurch bleiben die guten Eigenschaften auch bei fortschreitendem Gebrauch erhalten.